# Titularerzbistum Nicosia
Nicosia ist ein Titularerzbistum der römisch-katholischen Kirche. 
Es geht zurück auf ein früheres Bistum der antiken Stadt Nikosia in der römischen Provinz Cyprus auf Zypern.
| Titularerzbischöfe von Nicosia |                                    |                                                                |                    |                    |
| Nr.                            | Name                               | Amt                                                            | von                | bis                |
| 1                              | Raniero Felice Simonetti           | Apostolischer Nuntius in Neapel Gouverneur von Rom             | 14. Juni 1728      | 15. Mai 1747       |
| 2                              | Carlo Vittorio Amedeo delle Lanze  |                                                                | 11. August 1747    | 12. April 1773     |
| 3                              | Giuseppe Vincentini                |                                                                | 11. September 1775 |                    |
| 4                              | Giuseppe Rossi                     |                                                                | 19. Dezember 1791  |                    |
| 5                              | Antonio Fernando Echanove Zaldívar | Abt von San Ildefonso (Spanien)                                | 2. Oktober 1818    | 13. März 1826      |
| 6                              | Pietro Naselli CO                  | emeritierter Bischof von Piazza Armerina (Italien)             | 13. Juli 1840      | 16. Dezember 1862  |
| 7                              | Stephano Azarian                   | Patriarchalvikar von Kilikien                                  | 14. August 1877    | 4. August 1881     |
| 8                              | Elia Bianchi                       |                                                                | 3. Juli 1882       |                    |
| 9                              | Henry O’Callaghan                  | emeritierter Bischof von Hexham und Newcastle (Großbritannien) | 1. Oktober 1889    | 10. Oktober 1904   |
| 10                             | Cesare Boccanera                   | emeritierter Bischof von Narni (Italien)                       | 11. Dezember 1905  | 1915               |
| 11                             | Francesco Cherubini                | Apostolischer Internuntius Apostolischer Nuntius               | 9. Dezember 1915   | 12. April 1934     |
| 12                             | Guglielmo Piani SDB                | Apostolischer Delegat Offizial                                 | 21. April 1934     | 27. September 1956 |
| 13                             | Aurelio Signora                    | Prälat von Pompei (Italien)                                    | 12. März 1957      | 30. April 1990     |